# Lijst van 20e-eeuwse vrouwelijke kunstenaars

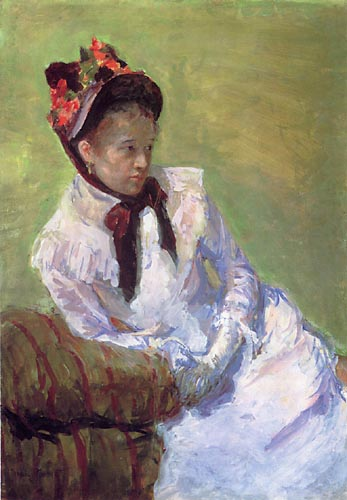
Mary Cassatt Zelfportret, c. 1878, gouache op papier, Metropolitan Museum of Art, New York

Dit is een aan te vullen lijst van 20e-eeuwse vrouwelijke beeldend kunstenaars, alfabetisch gesorteerd in perioden van tien jaar.

## Voor 1850

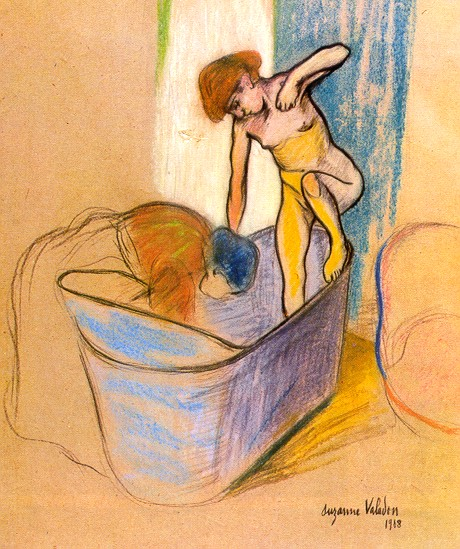
Suzanne Valadon, Het Bad, 1908, pastel, 60x49 cm, Musée de Grenoble, Frankrijk

- Anna Abrahams (1849-1930), kunstschilder
- Anna Boch (1848-1936), kunstschilder
- Mary Cassatt (1844–1926), kunstschilder, prentkunstenaar
- Lilla Cabot Perry (1848–1933), kunstschilder
- Hélène Hamburger (1836–1913), kunstschilder
- Sara Hendriks (1846-1925), kunstschilder en tekenaar
- Constance de Nerée tot Babberich (1858-1930), kunstschilder, tekenaar, naaldkunstenaar en beeldhouwer
- Gijsberta Verbeet (1838–1916), kunstschilder
- Candace Wheeler (1827–1923), interieurarchitect en textielontwerper

## 1850-1859
- Henriëtte Addicks (1853–1920), kunstschilder en aquarellist
- Henriëtte Asscher (1858–1933), kunstschilder en tekenaar
- Lucy Angeline Bacon (1857–1932), kunstschilder
- Alice Pike Barney (1857–1931), kunstschilder
- Héléna Arsène Darmesteter (1854-1923), Brits portretschilder
- Etha Fles (1857-1948), kunstschilder, schrijver en kunstcriticus
- Therese Glaesener-Hartmann (1858-1923), kunstschilder
- Eugenie Hasselman (1855-1937), kunstschilder
- Gertrude Käsebier (1852–1934), fotograaf
- Maud van Loon (1857–1945), kunstschilder en schrijver
- Geesje Mesdag-van Calcar (1850-1936), kunstschilder
- Wally Moes (1856-1918), kunstschilder
- Anna van Prooijen (1858–1933), kunstschilder en tekenaar
- Clara von Rappard (1856-1912), Zwitsers symbolistisch kunstschilder
- Suze Robertson (1855-1922), kunstschilder
- Georgine Schwartze (1854–1935), beeldhouwer
- Thérèse Schwartze (1851–1918), portretschilder
- Matilda Smith (1854-1926), Brits botanica en illustratrice
- Gesine Vester (1857–1939), kunstschilder en tekenaar
- Marie Wandscheer (1856–1936), kunstschilder
- Froukje Wartena (1855–1933), kunstschilder, tekenaar en etser

## 1860-1869
- Stans Balwé (1863-1954), kunstschilder en tekenaar
- Corrie Boellaard (1869–1934), kunstschilder en tekenaar
- Alice Boughton (ca. 1866–1943), fotograaf
- Camille Claudel (1864-1943), beeldhouwer
- Adrienne Cornelder-Doffegnies (1865-1937), schilder
- Louise Dehem (1866-1922), schilder[1]
- Barbara van Houten 1862–1950, kunstschilder
- Tjitske van Hettinga Tromp (1872-1962), kunstschilder, tekenaar en graficus
- Frances Benjamin Johnston (1864–1952), fotograaf
- Emilie van Kerckhoff (1867-1960), tekenares, aquarellist en illustrator
- Anna Kerling (1862-1955), kunstschilder, aquarellist, tekenaar en etser
- Dinah Kohnstamm (1869–1942), kunstschilder en tekenaar
- Käthe Kollwitz (1867–1945), prentkunstenaar, beeldhouwer, schilder
- Jo Koster (1868-1944), kunstschilder, graficus en tekenaar
- Séraphine Louis (1864–1942), schilder
- Mien Marchant (1866-1952), kunstschilder en pastellist
- Grandma Moses (1860–1961), schilder
- Iris Nampeyo (ca. 1860–1942), pottenbakker, keramiekkunstenaar
- Augustine Obreen (1866–1953), kunstschilder, tekenaar en kunstcriticus
- Elisabeth Obreen (1868-1943), kunstschilder en tekenaar
- Corrie Pabst (1865-1943), kunstschilder, aquarellist, tekenaar, etser
- Charlotte Pothuis (1867–1945), kunstschilder, tekenaar, etser en lithograaf
- Marie van Regteren Altena (1868–1958), schilder
- Aletta Ruijsch (1860-1930), kunstschilder en tekenaar
- Helene Schjerfbeck (1862–1946), schilder
- Jessie Willcox Smith (1863–1935), schilder, illustrator
- Rosa Spanjaard (1866-1937), kunstschilder en tekenaar
- Marguerite Thyes (1962-1920), kunstschilder
- Wilhelmine Suij (1861-na 1913/voor 1936), kunstschilder
- Pauline Suij (1863-1949), kunstschilder
- Saar de Swart (1861 1951), beeldhouwer
- Suzanne Valadon (1865–1938), kunstschilder
- Margaretha Verwey (1867-1947), textielkunstenaar en tekenaar; pionierster van het kunstnaaldwerk in Nederland
- Agathe Wegerif-Gravestein (1867-1944), textielkunstenaar en kunstschilder
- Dorothea von Weiler (1864–1956), kunstschilder
- Marianne von Werefkin (1860–1938), kunstschilder
- Marie Wuytiers (1865-1944), kunstschilder en tekenaar

## 1870-1879
- Elenore Abbott (1875–1935), illustrator
- Elisabeth Adriani-Hovy (1873-1957), kunstschilder en lithograaf
- Lolkje Anema (1871-1953), kunstschilder en tekenaar
- Lizzy Ansingh (1878–1959), schilder
- Jo Bauer-Stumpff (1873-1964), schilder en tekenaar
- Ans van den Berg (1873-1942), schilder
- Nelly Bodenheim (1874-1951), illustrator en textielkunstenaar
- Minca Bosch Reitz (1870–1950), beeldhouwer en schrijver
- Hetty Broedelet-Henkes (1877-1966), kunstschilder
- Nell Bronger (1878-1935), ontwerper van toneelkostuums en kostuumhistoricus
- Romaine Brooks (1874–1970), schilder
- Sanne Bruinier (1875-1951), tekenaar, kunstschilder en vertaler
- Lucie van Dam van Isselt (1871–1949), kunstschilder, tekenaar en etser
- Lucie Desmet (1873-1943), kunstschilder
- Lide Doorman (1872–1954), kunstschilder
- Katherine Sophie Dreier (1877–1952), schilder
- Attie Dyserinck (1876-1942), onderwijzeres, kunstschilder en componist
- Antje Egter van Wissekerke (1872-1969), lithograaf, tekenaar en kunstschilder
- Dulah Marie Evans (1875–1951), schilder, fotograaf
- Marie Faddegon (1877-1919), textielkunstenaar, kledingontwerper en schooldirecteur
- Meta Vaux Warrick Fuller (1877–1968), beeldhouwer, schilder, dichter
- Hendrika van Gelder (1870–1943), kunstschilder en tekenaar
- Ada Góth-Lowith (Ada Lowith) (1878–1950), Hongaars kunstschilder
- Julie de Graag (1877-1924), graficus, tekenaar en kunstschilder
- Elizabeth Shippen Green (1871–1954), schilder, illustrator
- Henriëtte Hamilton-Falise (1877-1946), kunstschilder, naaldkunstenaar
- Bertha van Hasselt (1878-1932), kunstschilder, tekenaar en graficus
- Jacoba van Heemskerck (1876-1923), kunstschilder, glaskunstenaar, graficus en tekenaar
- Roeloffina van Heteren-Vink (1875-1971), kunstschilder, tekenaar en etser
- Antoinette van Hoytema (1875-1967), kunstschilder en lithograaf
- Louise Jama-van Raders (1871-1946), portretschilder
- Gwen John (1876–1939), schilder
- Marie de Jonge (1872–1951), kunstschilder, tekenaar en tekenlerares
- Laura Knight (1877–1970), schilder
- Suze de Lint (1878-1953), schilder, tekenaar, etser
- Paula Modersohn-Becker (1876–1907), schilder
- Tilly Münninghoff-van Vliet (1879-1960), schilder, tekenaar
- Gabriele Münter (1877–1962), schilder
- Violet Oakley (1874–1961), muurschilder en glazenier
- Else Hildegard Plötz (1874-1927), schilder, model, schrijver en dichter
- Jo van Regteren Altena (1876–1954), textielkunstenaar, kunstnijveraar en binnenhuisarchitect
- Coba Ritsema (1876-1961), schilder
- Frieda Rutgers van der Loeff (1877-1948), kunstschilder en tekenaar
- Maja Serger-van Panhuys (1870-1944), beeldhouwer en tekenaar
- Sr. Maria Stanisia (1878–1967), schilder
- Jacoba Surie (1879-1970), kunstschilder, aquarellist, tekenaar en graficus
- Willemien Testas (1876-1931), naaldkunstenaar, kunstschilder en tekenaar
- Juliet Thompson (1873–1956), schilder
- Nellie Walker (1874–1973), beeldhouwer

## 1880–1889
- Isabella van Beeck Calkoen (1883-1945), beeldhouwer
- Louise Beijerman (1883-1970), beeldhouwer
- Carry van Biema (1881-1942), kunstschilder
- Maria Boas-Zélander (1889–1943), kunstschilder en tekenaar
- Gesina Boevé (1881-1958), graficus en kunstschilder
- Agnes Canta (1888-1964), graficus, lithograaf, kunstschilder en boekbandontwerper
- Rie Cramer (1887-1977), illustrator, tekenaar, keramist en schrijver
- Imogen Cunningham (1883–1976), fotograaf
- Sonia Delaunay (1885–1979), kunstschilder[1]
- Marthe Donas (1885–1967), kunstschilder
- Angelina Drumaux (1881-1959), kunstschilder
- Wilhelmina Drupsteen 1880–1966, graficus, kunstschilder, lithograaf en boekbandontwerper
- Aleksandra Ekster (1882–1949), kunstschilder
- Agnita Feis (1881-1944), beeldend kunstenaar, schrijver en dichter
- Marianne Franken (1884-1945), kunstschilder en tekenaar
- Suze ter Gast-Rosse (1884-1968), kunstschilder, aquarellist en decoratieontwerper
- Truus van Geldermalsen (1887-1968), glazenier en ondernemer
- Nelly Goedewaagen (1880-1953), kunstschilder, tekenaar, etser en lithograaf
- Natalja Gontsjarova (1881–1962), kunstschilder
- Loes van Groningen (1884–1970), kunstschilder
- Jacoba van Haersolte-de Lange (1897–1974), kunstschilder
- Sigrid Hjertén (1885–1948), kunstschilder
- Hannah Höch (1889–1978), fotograaf[1]
- Malvina Hoffman (1887–1966), beeldhouwer
- Suzanne Kneppelhout (1889–1970), kunstschilder
- Marie Laurencin (1883–1956), kunstschilder, prentkunstenaar
- Rowena Meeks Abdy (1887–1945), kunstschilder
- Berhardina Midderigh-Bokhorst (1880–1972), illustrator, aquarellist, graficus en lithograaf
- Catharina Alida Mispelblom Beijer (1884-1971), tekenaar en graficus
- Maria van Nieuwenhoven-Stempels (1884–1940), kunstschilder
- Georgia O'Keeffe (1887–1986), schilder[1]
- Clara Elsene Peck (1883–1968), kunstschilder, illustrator
- Alida Pott (1888–1931), schilder
- Engelien Reitsma-Valença (1889–1981), kunstschilder en graficus
- Gra Rueb (1885-1972), beeldhouwer en medailleur
- Anne Ryan (1889–1954), kunstschilder
- Zinaida Serebriakova (1884–1967), kunstschilder
- Henrietta Shore (1880–1963), kunstschilder
- Sorella, pseudoniem van Thérèse Peizel-Ansingh (1883–1968), kunstschilder
- Sophie Taeuber-Arp (1889–1943), kunstschilder
- Doris Ulmann (1882–1934), fotograaf
- Elisabeth Van Ingelgem (1890-1976), kunstschilder
- Bas van der Veer (1887–1941), kunstschilder, tekenaar en illustrator
- Betsy Westendorp-Osieck (1880–1968), kunstschilder, etser, illustrator en tekenaar
- Henriëtte Willebeek le Mair (1889–1966), illustrator van kinderboeken
- Mary Agnes Yerkes (1886–1989), kunstschilder

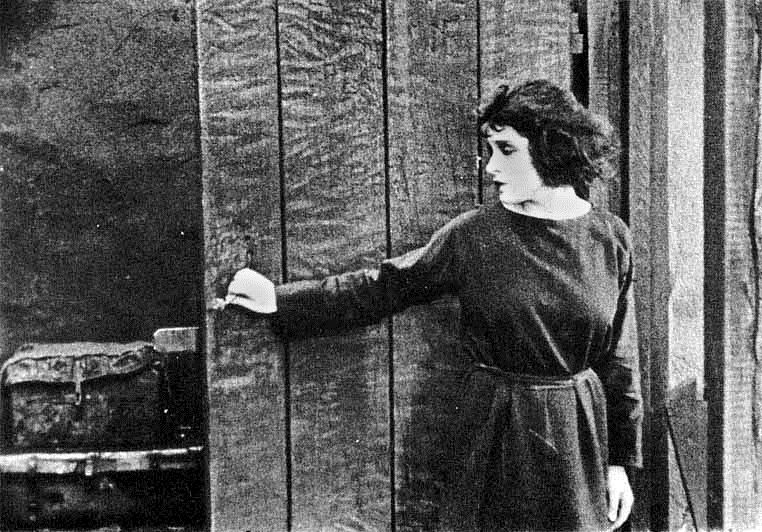
Modotti in Tigers Coat.

## 1890–1899
- Berenice Abbott (1898–1991), fotograaf
- Karimeh Abbud (1896–1955), fotograaf
- Elene Achvlediani (1898–1975), kunstschilder, illustrator, theaterdecorontwerper
- Eileen Forrester Agar (1899–1991), schilder, collage
- Elsie Allen (1899–1990), textielkunstenaar
- Mabel Alvarez (1891–1985), schilder
- Hil Andringa (1896-1985), beeldhouwer
- Tine Baanders (1890–1971), illustrator, graficus en textielkunstenaar
- Bets Bayens, pseudoniem van Elisabeth Catharina Polak (1891–1965), kunstschilder en tekenaar
- Sou Berck (1899-1987), textielkunstenaar
- Jeanne Bieruma Oosting (1898–1994), beeldhouwer, graficus, illustrator en boekbandontwerper
- Sara Bisschop (1894-1992), kunstschilder, tekenaar en tekenleraar
- Elise Blumann (1897–1990), schilder
- Claude Cahun (1894–1954), fotograaf, auteur
- Mies Callenfels-Carsten (1893-1982), kunstschilder en tekenaar
- Aina Cederblom (1896-1986), Zweeds avonturier, schrijver en textielkunstenaar
- Truus Claes (1890–1954), kunstschilder
- Eline Cremers (1896-1996), beeldhouwer, kunstschilder, illustrator en docent
- Grace Crowley (1890–1979), schilder
- Louise Dahl-Wolfe (1895–1989), fotograaf
- Nelly van Doesburg (1899-1975), beeldend kunstenaar en pianist
- Mies Elout-Drabbe (1875-1956), muze, kunstschilder en tekenaar
- Greet Feuerstein (1893–1986), kunstschilder, illustrator en textielkunstenaar
- Geertje Freie-Gevers (1899-1983), Nederlands kunstschilder
- Madeleine Funck-Hellet (1891-1976), Frans kunstschilder en toneelschrijver
- Bobette van Gelder (1891–1945), kunstschilder en tekenaar
- Laura Gilpin (1891–1979), fotograaf
- Nola Hatterman (1899-1984), acteur, kunstschilder en boekbandontwerper
- Fri Heil (1892-1983), Nederlands beeldhouwer
- Louise van Holthe tot Echten (1892-1981), kunstschilder, aquarellist, tekenaar, graficus
- Adriana van Houweninge (1890–1953), Nederlands kunstschilder en tekenaar
- Adrienne d'Huart (1892-1992), Luxemburgs kunstschilder
- Dorry Kahn (1896-1981), Nederlands kunstschilder, tekenaar en lithograaf
- Julie Kropholler (1894-1963), Nederlands graficus, ontwerper van gebrandschilderde ramen en van tegels en kunstdocent
- Dorothea Lange (1895–1965), fotograaf
- Freddie Langeler (1899-1948), tekenaar, illustrator, boekbandontwerper en schrijver
- Tamara de Lempicka (1898–1980), schilder[1]
- Ketevan Magalasjvili (1894-1973), Georgisch kunstschilderes
- Suzanne Malherbe (1892–1972), illustrator, designer
- Paula Mouthaan (1892 -1969), Nederlaands kunstschilder
- Hildreth Meiere (1892–1961), mozaïekkunstenaar
- Yevonde Middleton (1893–1975), fotograaf
- Tina Modotti (1896–1942), fotograaf, actrice
- Lucia Moholy (1894–1989), fotograaf
- Louise Nevelson (1899–1988), beeldhouwer)[1]
- Jacqueline Marguerite van Nie (1897-1983), kunstschilder en tekenaar
- Charlotte van Pallandt (1898-1997), Nederlands schilder en beeldhouwer
- Adri Pieck (1894–1982), Nederlands kunstschilder en tekenaar
- Gretha Pieck (1898–1920), Nederlands graficus en tekenaar
- Orovida Camille Pissarro (1893–1968), schilder, prentkunstenaar
- Dod Procter (1892–1972), schilder
- Ina Rahusen (1895-1977), ontwerper van van boekbanden
- Annie Roland Holst-de Meester (1893-1987), Nederlands kunstschilder
- Kay Sage (1898–1963), schilder
- Augusta Savage (1892–1962), beeldhouwer
- Elsa Schiaparelli (1890–1973), textielkunstenaar
- Truus Springer (1895-1988), kunstschilder en tekenaar
- Alma Thomas (1891–1978), schilder
- Charley Toorop (1891-1955), schilder
- Louise Wenckebach-Lau (1893–1967), textielkunstenaar en academiedocent
- Jane Wichers (1895-1969), beeldhouwer en medailleur
- Ogura Yuki (1895–2000), schilder

## 1900–1909

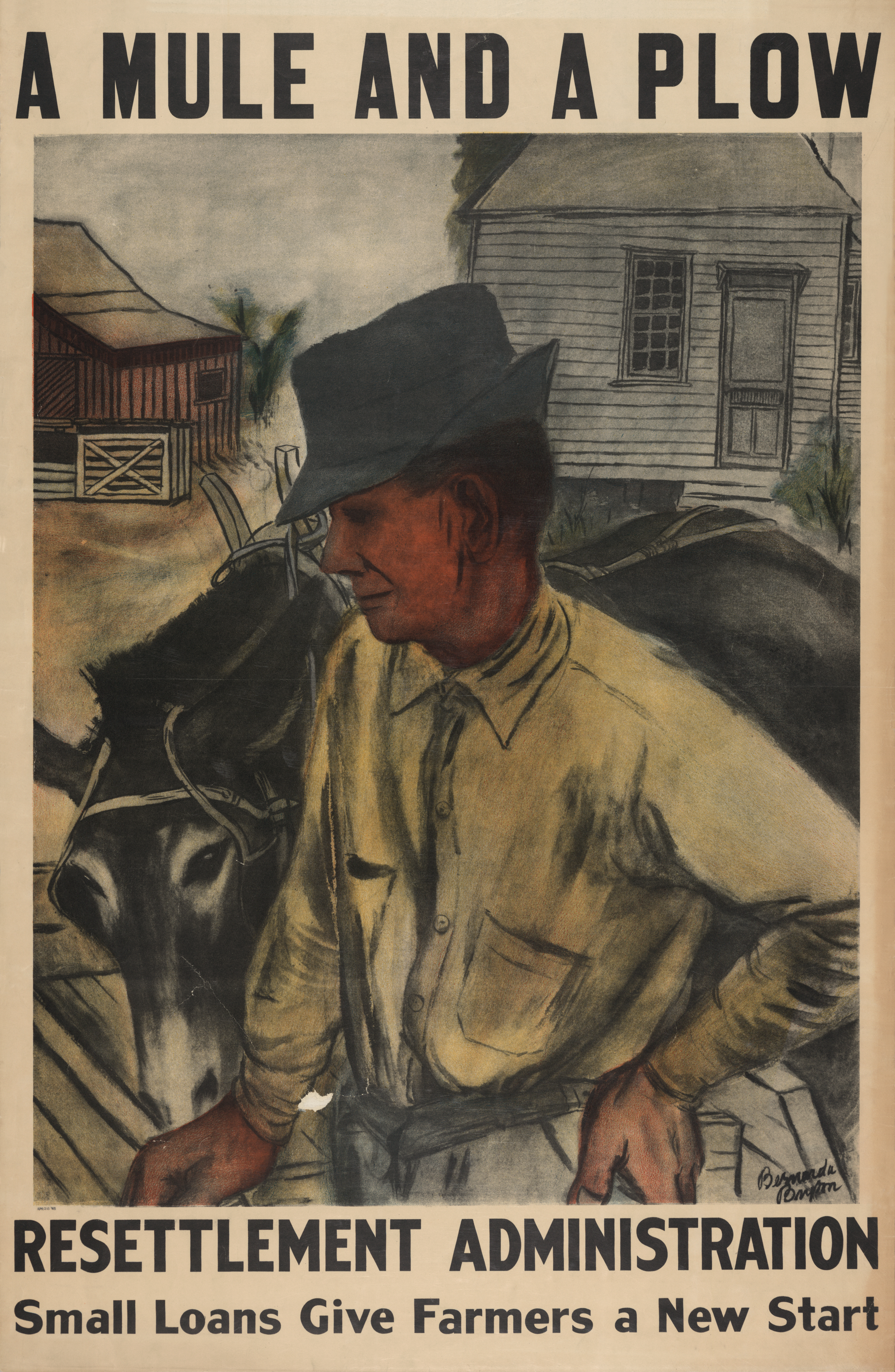
Bernarda Bryson Shahn, 'Een muilezel en een ploeg', ca. 1935–1937

- Gertrude Abercrombie (1909–1977), kunstschilder
- Adri Alindo (1905-2001), illustrator en boekbandontwerper
- Catherine Tharp Altvater (1907–1984), kunstschilder
- Greet van Amstel (1903-1981), Nederlands beeldhouwer en kunstschilder
- Martine Antonie (1909-2006), Nederlands kunstschilder
- Lies Arntzenius (1902–1982), Nederlands kunstschilder, beeldhouwer en keramist
- Cox van Asch van Wijck (1900-1932), Nederlands beeldhouwer
- Jutta Balk (1902-1987), Duits kunstschilder, poppenmaker, poppenspeler en vertaler
- Evgenia Baykova (1907-1997), kunstschilder
- Anna-Eva Bergman (1909-1987), kunstschilder
- Ruth Bernhard (1905–2006), fotograaf
- Isabel Bishop (1902–1988), kunstschilder
- Amry Blaupot ten Cate (1902-2022), kunstschilder, textielkunstenaar en wereldburger
- Mies Bloch (1907-1999), kunstschilder, tekenaar, textielkunstenaar en aquarellist
- Claire Bonebakker (1904-1979), kunstschilder
- Anne Bonnet (1908-1960), kunstschilder
- Margaret Bourke-White (1904–1971), fotograaf
- Maaike Braat (1907-1992), kunstschilder, tekenaar en graficus
- Lola Álvarez Bravo (1907–1993), fotograaf
- Emmy Bridgewater (1906–1999), kunstschilder, dichter
- Mop van Bruggen (1905-1965), kunstschilder
- Margaret Brundage (1900–1976), illustrator
- Selma Burke (1900–1995), beeldhouwer
- Fré Cohen (1903-1943), Nederlands graficus en tekenaar
- Dorothy Dehner (1901–1994), beeldhouwer, prentkunstenaar
- Lydia Duif (1903-1993), kunstschilder, tekenaar en etser
- Berthe Edersheim  (1901–1993), kunstschilder
- Karin Eyck (1901-1996), Zweeds/Nederlands kunstschilder
- Ida Faber-Hoesdorff (1908-1998), Luxemburgs kunstschilder
- Ida Falkenberg-Liefrinck (1901–2006), interieurarchitect
- Anneke van der Feer (1902–1956), graficus, illustrator en kunstschilder
- Rachel Fernhout-Pellekaan (1905-1989), Nederlands tekenaar, illustrator en docent modetekenen (en Frans)
- Perle Fine (1908–1988), kunstschilder
- Leonor Fini (1907–1996), kunstschilder
- Cornelia MacIntyre Foley (1909–2010), kunstschilder
- Solange Frégnac (1905-1989), Luxemburgs kunstschilder
- Thérèse Frégnac (1907-1972), Luxemburgs kunstschilder
- Gisèle Freund (1908 or 1912–2000), fotograaf
- Sárika Góth (1900-1992), Hongaars/Nederlands kunstschilder, tekenaar en illustrator
- Ali Goubitz (1904-1975), kunstschilder en tekenaar
- Nina Grach-Jascinsky (1903-1983), Luxemburgs beeldhouwer en schilder
- Jane Graverol (1905 - 1984), kunstschilder
- Barbara Hepworth (1903–1975), beeldhouwer[1]
- Jemmy van Hoboken (1900–1962), grafisch ontwerper, kunstschilder en illustrator
- Karen Holtsmark (1907–1998), kunstschilder
- Ien Hulshoff Pol (1907-1991), beeldhouwer
- Frida Kahlo (1907–1954), kunstschilder[1]
- Lee Krasner (1908–1984), kunstschilder[1]
- Nans van Leeuwen (1900-1995), tekenares, kinderboekenschrijfster en illustratrice
- Nina Lefèvre (1904-1981), Luxemburgs glazenier, graficus en schilder
- Truus Loeff-van Someren Gréve (1904-2001 ), beeldhouwer en tekenaar
- Ruth Harriet Louise (1903–1940), fotograaf
- Simone Lutgen (1906-1994), beeldhouwer, graficus
- Nel Kluitman (1906-1990), schilder, tekenaar, beeldhouwer
- Jesualda Kwanten (1901–2001), Nederlands beeldhouwer, illustrator, tekenaar, etser en lithograaf
- Dora Maar (1907–1997), fotograaf, kunstschilder, dichter
- Maruja Mallo (1902–1995), kunstschilder
- Nettie de Man (1909-1993), kunstschilder, tekenaar, textielkunstenaar en poppenmaker
- Hansel Mieth (1909–1998), fotograaf
- Jeanne Louise Milde (1900-1997), Belgisch beeldhouwer en docent
- Lee Miller (1907–1977), fotograaf
- Lisette Model (1901–1983), fotograaf
- Ro Mogendorff (1907-1969), kunstschilder en tekenaar
- Barbara Morgan (1900–1992), fotograaf
- Fannie Nampeyo (1900–1987), pottenbakker, keramiekkunstenaar
- Alice Neel (1900–1984), kunstschilder
- Annie Oldenziel (1901–1986), Zeeuwse naaldkunstenares, illustrator en schrijfster
- Betty Parsons (1900–1982), kunstschilder, galeriehouder
- Irene Rice Pereira (1902–1971), kunstschilder, auteur
- Rie Reinderhoff (1903-1991), illustrator en boekbandontwerper
- Leni Riefenstahl (1902–2003), filmmaker
- Ella Riemersma (1903-1993), grafisch ontwerper en illustrator
- Louise Emerson Ronnebeck (1901–1980), kunstschilder
- Gerarda Rueter (1904-1993), beeldhouwer
- Ethel Schwabacher (1903–1984), kunstschilder
- Bernarda Bryson Shahn (1903–2004), kunstschilder, lithografie
- Jeanne Verwey-Tilbusscher (1907-1990), textielkunstenaar, aquarellist, tekenaar
- Margje Toonder, (1908-1991), schrijver, kunstschilder.
- Remedios Varo (1908–1963), kunstschilder
- Henriette Wyeth (1907–1997), kunstschilder

## 1910–1919
- Cora Aa (1914–2007), beeldhouwer, keramist en tekenaar
- Willy Albers Pistorius-Fokkelman (1919-2010), beeldhouwer
- Evgenia Antipova (1917–2009), schilder
- Eve Arnold (1912–2012), fotograaf
- Nina Baanders-Kessler (1915-2002), beeldhouwer, medailleur
- Elisabeth Barmarin (1915-2010), Belgisch beeldhouwer en tekenleraar
- Bep Sturm-van den Bergh (1919-2006), beeldhouwer
- Ina van Blaaderen (1912-1997), graficus
- Annie Borst Pauwels (1913-1999), kunstschilder, graficus en tekenaar
- Louise Bourgeois (1911–2010), beeldhouwer
- Agnes van den Brandeler (1918–2003), kunstschilder, illustrator en boekbandontwerper
- Leonora Carrington (1917-2011), schilder
- Elizabeth Catlett (1915–2012), beeldhouwer en prentkunstenaar
- Jenny Dalenoord (1918–2013), illustrator, cartoonist, graficus en boekbandontwerper
- Maya Deren (1917–1961), Avant-garde filmmaker, fotograaf
- Paula Dietz (1918-2012), textielkunstenaar
- Galinka Ehrenfest (1910–1979), schrijver en illustrator van kinderboeken en ontwerper van kinderspellen
- Dora Esser-Wellensiek (1917–1995), kunstschilder
- Ruth Fischer (1913-2012), tekenaar, kunstschilder en graficus
- Jane Frank (1918–1986), mixed-media, schilder, beeldhouwer
- Corrie Gabriëlse (1912–1994), kunstschilder en tekenaar
- Rosalie Gascoigne (1917–1999), beeldhouwer, assemblage
- Helena Goudeket (1910-1943), kunstschilder en tekenaar
- Elisabeth van Haersolte (1917-2011), kunstschilder en beeldhouwer
- Sixta Heddema (1912-1988), etser, grafisch ontwerper, illustrator en tekenaar
- May Henriquez (1915–1999), Curaçaos-Nederlands beeldhouwer, schrijver, vertaler en mecenas
- Susanne Heynemann (1913-2009), typograaf
- Nora Heysen (1911–2003), kunstschilder
- Loes van der Horst (1919–2012), schilder, textielkunstenaar, beeldhouwer en installatiekunstenaar
- Tove Jansson (1914–2001), schilder, illustrator, romanschrijver
- Jopie van Kampen (1911–1988), kunstschilder, aquarellist en illustrator
- Ata Kandó (1913-2017), fotografe
- Gwendolyn Knight (1914–2005), schilder
- Rie Knipscheer (1911–2003), kunstschilder, graficus en illustrator
- Alison Koch-Kent (1913-2006), graficus, illustrator
- Marie-Thérèse Kolbach (1918-2009), schilder en tekenaar
- Elaine de Kooning (1918–1989), schilder
- Jeanne Kouwenaar-Bijlo (1915–2000), beeldhouwster
- Gunhild Kristensen (1919–2002), glazenier, mozaïekkunstenaar, kunstschilder en textielkunstenaar
- Jacqueline Lamba (1910–1993), schilder
- Maria Lassnig (1919–2014), Oostenrijkse kunstschilder en graficus
- Helen Levitt (1913–2009), fotograaf
- Ethel Magafan (1916–1993), schilder
- Agnes Martin (1912–2004), schilder
- Mercedes Matter née Carles (1913–2001), schilder
- Louisa Matthíasdóttir (1917–2000), schilder
- Lidi van Mourik Broekman (1917-2015), beeldhouwer
- Meret Oppenheim (1913–1985), beeldhouwer
- Rini Otte (1917-1991), actrice, illustrator en beeldhouwer
- Miek Otto (1918-2011), kunstschilder
- Tuulikki Pietilä (1917–2009), illustrator
- Denise Probst-Massin (1913-1980), textielkunstenaar, glazenier
- Riet Raaphorst (1919–1946), illustrator, dichter
- Riek Schagen (1913–2008), acteur en kunstschilder
- Charlotte Salomon (1917–1943), schilder
- Clara Sherman (1914–2010), textielkunstenares
- Hedda Sterne (1910–2011), schilder
- Dorothea Tanning (1910–2012), schilder
- Gerda Taro (1910–1937), fotograaf
- Anya Teixeira (1913–1992), fotograaf
- Eka Thoden van Velzen (1915-1993), kunstschilder en beeldhouwer
- Bridget Bate Tichenor (1917–1990), schilder
- Nína Tryggvadóttir (1913–1968), schilder
- Lies Veenhoven (1919–2001), kunstschilder en illustrator
- Pablita Velarde (1918–2006), schilder
- Marijcke Visser (1915-1999), edelsmid en beeldhouwer
- Gisèle d'Ailly-van Waterschoot van der Gracht (1912-2013), kunstschilder en glazenier
- Liesbeth Wezelaar-Dobbelmann (1917-2003), beeldhouwer en medailleur
- Marietje Witteveen (1917–1999), schrijfster en Illustrator van kinderboeken
- Marion Post Wolcott (1910–1990), fotograaf

## 1920–1929
- Dieuwke Abma-ter Horst (1926-2013), beeldhouwer
- Ida Applebroog (1929), kunstschilder
- Diane Arbus (1923–1971), fotograaf
- Jo Baer (1929-2025), Amerikaans kunstschilder
- Hannie Bal (1921-2021), kunstschilder en tekenaar
- Irina Baldina (1922–2009), kunstschilder
- Hannelore Baron (1926–1987), collagist
- Julia Beelaerts van Blokland (1923-2006), kunstschilder en tekenaar
- Ellen Beerthuis-Roos (1926), beeldhouwer
- Willy Belinfante (1922–2014), kunstschilder, tekenaar en graficus
- Teus van den Berg-Been (1926-2021), beeldhouwer
- Romualda Bogaerts (1921-2012), beeldhouwer en kunstschilder
- Suze Boschma-Berkhout (1922-1997), beeldhouwer
- Gerda van den Bosch (1929-2021), beeldhouwer
- Lotty Braun-Breck (1924-2017), kunstschilder, textielkunstenaar
- Esther Bubley (1921–1998), fotograaf
- Hil van Calcar (1920-2013), Nederlands kunstschilder, tekenaar, lithograaf
- Marguerite Carau (1928-2008), textielkunstenaar
- Marie Cosindas (1923-2017), fotograaf
- Amanda Crowe (1928–2004), beeldhouwer
- Carla Daalderop-Bruggeman (1928-2015), beeldhouwer, keramist, kunstschilder en tekenaar
- Jay DeFeo (1929–1989), kunstschilder, visueel kunstenaar
- Elsa D'haen (1927-2013), tekenares
- Lois Dodd (1927), kunstschilder
- Marianne Dommisse (1927), fotografe
- Cécile Dreesmann (1920–1994), textielkunstenaar en schrijver
- Pauline Eecen (1925), beeldhouwer
- Charlotte Engels (1920-1993), beeldhouwer, medailleur en kunstschilder
- Lucila Engels-Boskaljon (1920-1993), kunstschilder en muurschilder
- Helen Frankenthaler (1928-2011), kunstschilder
- Mokarrameh Ghanbari (1928–2005), kunstschilder
- Françoise Gilot (1921-2023), kunstschilder, schrijver
- Margot Glebocki (1922-2015), beeldhouwer
- Jacoba Greven (1920-1999), kunstschilder en tekenaar
- Elaine Hamilton-O'Neal (1920–2010), kunstschilder
- Grace Hartigan (1922–2008), kunstschilder
- Marianne van der Heijden (1922–1998), glazenier, graficus, kunstschilder en textielkunstenaar
- Huguette Heldenstein (1926), beeldhouwer
- Sedje Hémon (1923-2011), schilderes, violiste, componiste en muziekpedagoge
- Nella Hogerheyde (1924–2004), glaskunstenaar, textielkunstenaar, schilder
- Martha Holmes (1923–2006), fotograaf
- Cootje Horst (1920-1992), kunstschilder
- Mansooreh Hosseini (1926-2012), schilder
- Riet Jager (1921-1996), textielkunstenaar
- Janny Jalving (1923-2022), kunstschilder
- Coryse Kieffer (1928-2000), kunstschilder en tekenaar
- Dirkje Kuik (1929–2008), schrijver en beeldend kunstenaar
- Yayoi Kusama (1929), beeldhouwkunst/performance/installaties
- Mary Meijs (1929–2011), kunstschilder en textielkunstenaar
- Joan Mitchell (1925–1992), schilder
- Inge Morath (1923–2002), fotograaf
- Maud Muller Massis (1924)), textielkunstenaar
- Riet Neerincx (1925-2012), beeldend kunstenaar, sieraadontwerper en conservator
- Aat van Nie (1927-2010), kunstschilder en schrijver van kinderboeken
- Margaret Olley (1923), schilder
- Theresia van der Pant (1924-2013), beeldhouwer en tekenaar
- Mimi Parent (1924–2005), schilder
- Suzanne Perlman (1923-2020), schilder
- Mance Post 1925-2013, illustrator
- Colette Probst-Wurth (1928-2008), keramist
- Willy van der Putt (1925-1997), beeldhouwster
- Yola Reding (1927), schilder
- Behjat Sadr (1924–2009), schilder
- Takako Saito (1929), installaties, performance
- Joeki Simák (1925-2015), beeldhouwer
- Nancy Spero (1926–2009), schilder
- Ferdi Tajiri-Jansen (1927-1969), beeldend kunstenaar, sieraadontwerper en conservator
- Varpu Tikanoja (1928-1983), schilder
- Hannah Tompkins (1920–1995), schilder, prentkunstenaar
- Anne Truitt (1921–2004), beeldhouwer
- Dora Tuynman (1926-1979), kunstschilder en ontwerper
- Fernande Welter-Klein (1922-1984), keramist
- Karla Wenckebach (1923), kunstschilder en glazenier
- Constance Wibaut (1920-2014), beeldhouwer en mode-illustrator

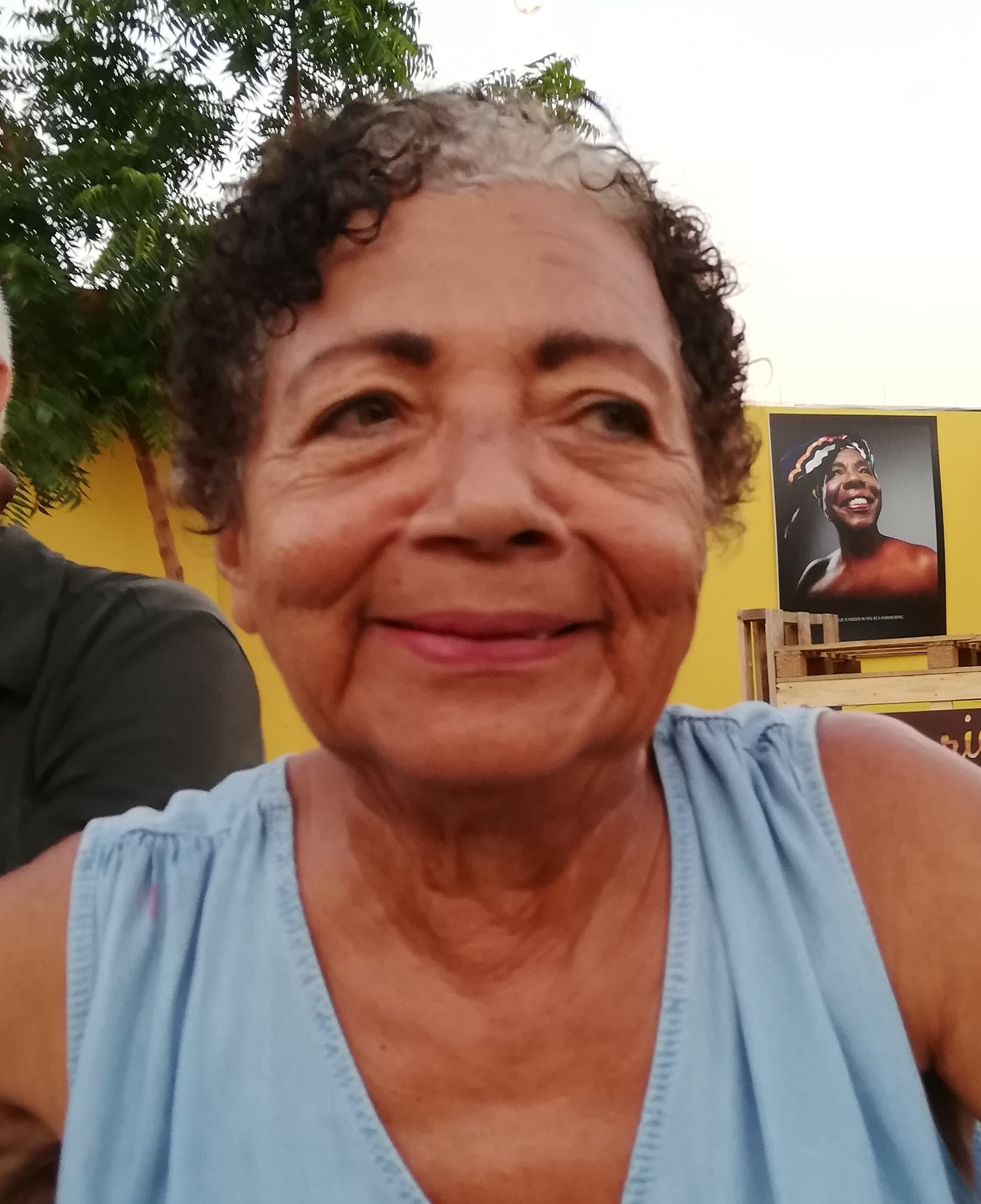
Hortence Brouwn, 2020

## 1930–1939
- Magdalena Abakanowicz, (1930-2017), beeldhouwer en textielkunstenaar
- Ferry Alink (1937-2013), kunstschilder en aquarellist
- Renée Arend (1937), keramist en kunstschilder
- Olly van Abbe (1935-2017), beeldhouwer
- Alice Adams (1930), beeldhouwer, textielkunstenaar, keramist
- Els Amman (1931–1978), kunstschilder, tekenaar en graficus
- Agnes Berck (1933–2009), beeldhouwer en keramist
- Geertrui Charpentier (1930–2012), beeldhouwer, kunstschilder en tekenaar
- Gayleen Aiken (1934–2005), schilder, musicus
- Els Amman (1931-1978), schilder
- Evelyne Axell (1935–1972), schilder
- Helene Aylon (1931), beeldhouwer
- Agnes Berck (1933-2009), beeldhouwer, keramist
- Hilla Becher (1934), fotograaf
- Gerda Berkhout-Vosman (1930), schilder, tekenaar en aquarellist
- Fioen Blaisse (1932-2012), beeldhouwer
- Corrie de Boer (1932-2023), collagist, tekenaar en textielkunstenaar
- Lee Bontecou (1931), beeldhouwer, prentkunstenaar
- Hortence Brouwn (1937), beeldend kunstenaar
- Joan Brown (1938–1990), kunstschilder
- Ruth Brouwer (1930-2020), beeldhouwer, medailleur en tekenaar
- Judy Chicago (1939), auteur en installaties[1]
- An Dekker (1931–2012), beeldhouwer, grafisch ontwerper, uitgever en feministe.
- Iran Darroudi (1936), kunstschilder
- Marisol Escobar (1930), beeldhouwer
- Audrey Flack (1931-2024), schilder, prentkunstenaar, beeldhouwer
- Elisabeth Frink (1930–1993), beeldhouwer, prentkunstenaar
- Nancy Graves (1939–1995), beeldhouwer, schilder, prentkunstenaar
- Mary Habsch (1931), kunstschilder en prentkunstenaar
- Annet Haring (1934-2021), beeldhouwer
- Hubertine Heijermans (1936-2022), kunstschilder en graficus
- Eva Hesse (1936–1970), beeldhouwer[1]
- Margriet Heymans (1932-2023), kinderboekenschrijfster en illustratrice
- Nicole Hollander (1939), illustrator, striptekenaar
- Kea Homan (1939-2024), kunstschilder en graficus
- Nan Hoover (1931-2008), Amerikaans-Nederlands kunstschilder, fotograaf en videokunstenaar
- Dorothy Iannone (1933-2022), Amerikaanse kunstenares
- Jacqueline de Jong (1939-2024), beeldend kunstenaar, tekenaar, beeldhouwer en graficus
- Meertje Kaal (1930-2016), kunstschilder en dichter
- Alison Knowles (1933), performance kunstenaar, Fluxus
- Lou Kreintz (1934-2019), kunstschilder
- Emmy van Leersum (1930-1984), sieraadontwerper en modeontwerper
- Lee Lozano (1930), kunstschilder
- Totte Mannes (1933), kunstschilder
- Elly Mes (1931-2024), kunstschilder
- Colette Metz-la Croix (1933-1994), textielkunstenaar
- Charlotte Moorman (1933–1991), performance kunstenaar, Fluxus
- Yoko Ono (1933), performance kunst, music[1]
- Monica van Panthaleon van Eck (1939), beeldhouwer
- Willy Pennings (1933), textielkunstenaar
- Nancy Petyarre (1934/38?-2009), kunstschilder
- Erna Postuma (1930), beeldhouwer
- Deborah Remington (1930–2010), schilder
- Bridget Riley (1931), schilder[1]
- Faith Ringgold (1930-2024), kunstschilder
- Niki de Saint Phalle (1930-2002), kunstschilder en beeldhouwer
- Carolee Schneemann (1939), performance kunstenaar[1]
- Hetta Statius Muller (1930-2018), beeldhouwer en keramist
- Maggy Stein (1931-1999), kunstschilder
- Marjorie Strider (1930), beeldhouwer
- Anita Louise Suazo (1937), keramist
- Atsuko Tanaka (1932–2005), kunstschilder, beeldhouwer, performance-kunstenaar en installatie-kunstenaar
- Ineke Veenstra-Verhoeven (1933), kunstnijveraar, textielkunstenaar, kunstschilder
- Bea Vianen (1935–2019), schrijver en dichter
- Saskia Weishut-Snapper (1938), textielkunstenaar
- Marthe Wéry (1930–2005), kunstschilder

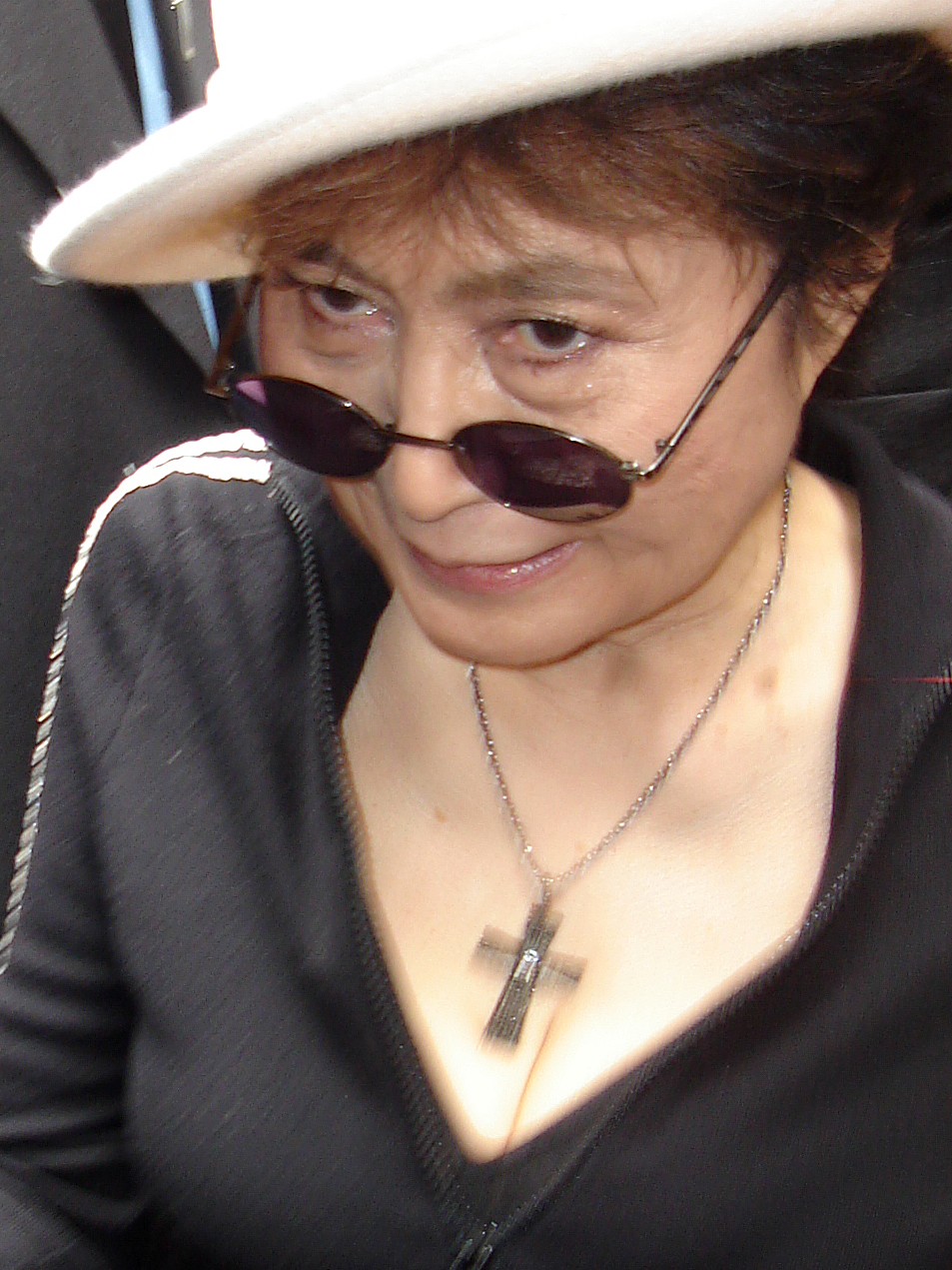
Yoko Ono, 2007

## 1940–1949
- Marina Abramović (1946), performance kunstenaar[1]
- Nelleke Allersma (1940), beeldhouwer
- Corry Ammerlaan (1947), beeldhouwer, schilder
- Riek Ammermann (1944), monumentaal kunstenaar en schilder
- Laurie Anderson (1947), performance kunstenaar[1]
- Heather Angel (1941), fotograaf, auteur
- Sita Bandringa (1944), keramist, beeldhouwer
- Tina Barney (1945), fotograaf, filmmaker
- Hanneke Beaumont (1947), beeldhouwer
- Karin Beek (1948), beeldhouwer
- Lynda Benglis (1941), beeldhouwer
- Vivienne Binns (1940), schilder, emaillist
- Wies de Bles (1942), beeldhouwer, omgevingskunstenaar
- Françoise van den Bosch (1944-1977), sieraadontwerper
- Jet Boeke (1948), schrijfster, illustrator
- Marike Bok (1943-2017), kunstschilder en tekenaar
- Tineke Bot (1945), beeldhouwer, schilder
- Inge Boulonois (1945-2024), dichter en kunstschilder
- Joke Brakman (1946), edelsmid en sieraadontwerper
- Coosje van Bruggen (1942–2009), beeldhouwer
- Wilma Burgers-Gerritsen (1942–1993], beeldhouwer, tekenaar en textielkunstenaar
- Marga Carlier (1943-2010), beeldhouwer
- Maria Carlier (1943), kunstschilder, tekenaar en textielkunstenaar
- Rhea Carmi (1942), abstract expressionist en mixed-media kunstenaar
- Jeannine Cook (1944), schilder/silverpoint-kunstenaar
- Susan Crile (1942), schilde
- Karin Daan (1944), omgevingskunstenaar
- Lynn Davis (1944), fotograaf
- Bracha Ettinger (1948), schilder, fotograaf, psychoanalyst, schrijver
- Valie Export (1940), performance kunstenaar, video installaties, fotografie
- Carole Feuerman (1945), beeldhouwer
- Lizan Freijsen 1940-2024, beeldend kunstenaar, textielkunstenaar en docent
- Jean Girigori (1948), schilder
- Helen Hardin (1943–1984), schilder
- Masumi Hayashi (1945–2006), fotograaf
- Marion Herbst (1944-1995), sieraadontwerpster en docent
- Rebecca Horn (1944), performance kunstenaar
- Miyako Ishiuchi (1947), fotograaf
- Elise Kloppers (1941), papierkunstenaar, textielkunstenaar
- Carine Kraus (1949), installatiekunstenaar, performancekunstenaar en kunstschilder
- Barbara Kruger (1945), conceptueel kunstenaar[1]
- Annie Leibovitz (1949), fotograaf
- Markéta Luskačová (1944), fotograaf
- Mary Ellen Mark (1940), fotograaf
- Lous Martin (1945), sieraadontwerper en galeriehouder
- Linda McCartney (1942–1998), fotograaf
- Susan Meiselas (1948), fotograaf
- Ana Mendieta (1948–1985), performance kunst, beeldhouwer[1]
- Kazuko Miyamoto (1942), Japans Amerikaanse visuele kunstenaar en performance artiest.
- Jenny Mulder (1943–1994), beeldhouwer
- Elizabeth Murray (1940–2007), kunstschilder, prentkunstenaar
- Christien Nijland (1937), beeldhouwer, medailleur
- Lucie Nijland (1944-2019), beeldhouwer
- Gladys Nilsson (1940), schilder
- Guity Novin (1944), schilder
- Marie-Anne Otten-Schuffelen (1942–2019), textielkunstenaar
- Orlan (1947), performance kunstenaar[1]
- Gloria Petyarre (1945), kunstschilder
- Mireille Porte (1947), beeldend kunstenaar
- PINK de Thierry (1943–2023), pseudoniem van Helena Scheerder; performance, installaties
- Sylvia Plachy (1943), fotograaf
- Chaja-Line Polak (1941), schrijfster en beeldend kunstenaar
- Nancy Reddin Kienholz (1943), installaties, fotograaf
- Gerda Roodenburg-Slagter (1940), keramist en kunstschilder
- Barbara Rosenthal (1948), fotograaf
- Barbara Rossi (1940), kunstschilder
- Susan Rothenberg (1945), kunstschilder, prentkunstenaar
- Bettina Sabbatini (1942), beeldhouwer, keramist, kunstschilder
- Anneke Schat (1942), sieraadontwerper, beeldhouwer en kunstschilder
- Jet Schepp (1940), beeldhouwer
- Hollis Sigler (1948–2001), schilder
- Sandy Skoglund (1946), fotograaf
- Joan Snyder (1940), schilder
- Pat Steir (1940), schilder
- Lijsbeth Teding van Berkhout (1946), edelsmid, sieraadontwerper, beeldhouwer
- Joyce Tenneson (1945), fotograaf
- Mym Tuma (1940), schilder en mixed-media kunstenaar
- Gerry van der Velden (1947), beeldhouwer
- Trees Verwilligen (1942), kunstschilder en restaurator
- Maya Wildevuur (1944-2023), kunstschilder en zijdecollagist
- Hannah Wilke (1940–1993), beeldhouwer, fotograaf[1]
- Anne Wind (1940), schilder
- Fredy Wubben (1940), beeldhouwer en glaskunstenaar

## 1950–1959
- Eija-Liisa Ahtila (1959), videokunst, fotograaf
- Peggy Ahwesh (1954), filmmaker
- Davida Allen (1951), schilder, filmmaker
- Cecilia Alvarez (1950), schilder, muurschilder
- Anne Appleby (1954), schilder
- Elly Baltus (1956), beeldhouwer, medailleur
- Margriet Barends, beeldhouwer, schilder
- Sylvia Barret-Borreman (1951), schilder en illustrator
- Lynda Barry (1956), illustrator, comics
- Joyce Bloem (1951-2017), Nederlands beeldhouwer, keramist, graficus
- Maree Blok (1959), Nederlands beeldhouwer
- Ansuya Blom (1956), Nederlands schilder, tekenaar en filmer
- Hedi Bogaers (1956-2006), Nederlands beeldhouwer, schilder
- Emeke Buitelaar (1958), schilder
- Mette Bus (1955), Nederlands beeldhouwer
- Sophie Calle (1953), Frans fotograaf, auteur, installaties, conceptueel kunstenaar
- Edith Cammenga (1958), beeldhouwer en Kunstschilder
- Anne Canneel (1950-2017), Belgisch beeldhouwer en keramist
- Emilie Cummings-Enneking (1959), keramist en beeldhouwer
- Marlene Dumas (1953), schilder
- Titia Ex (1959), beeldend kunstenaar, maker van lichtinstallaties
- Joanne Gair (1958), schilder, bodyart
- Anne Geddes (1956), Australisch fotograaf
- Nan Goldin (1953), Amerikaans fotograaf)[1]
- Mona Hatoum (1952), video, installaties
- Akiko Hatsu (1959), illustrator, comics
- Glenda Heyliger (1957), beeldend kunstenaar
- Roni Horn (1955), fotograaf
- Leiko Ikemura (1951), schilder, beeldhouwer
- Martine Jacobs (1956), Nederlands beeldend kunstenaar
- Ann Veronica Janssens (1956), installaties, lichtkunst
- Guusje Kaayk (1950), beeldend kunstenaar
- Anne-Mie Van Kerckhoven (1951), Belgisch schilder, tekenaar, computer- en videokunst
- Beppe Kessler (1952), textielkunstenaar, kunstschilder en sieraadontwerper
- José Koebrugge (1955), kunstschilder
- Maria ten Kortenaar (1955), keramist
- Marie-Jo Lafontaine (1950), fotograaf, videokunst
- Maya Lin (1959), installaties
- Patricia Lippert (1956), Luxemburgs schilder en beeldhouwer
- Marita Liulia (1957), fotograaf, digital en interactieve media
- Sally Mann (1951), fotograaf
- Maroeska Metz (1959), ontwerper en schrijver
- Willemien Min (1956), Nederlands illustratrice en schrijfster
- Bady Minck (1956), Luxemburgs filmregisseur, -producent en kunstenaar
- Shirin Neshat (1957), filmmaker, videokunst, fotograaf
- Deborah Niland (1950), schrijver en illustrator (van kinderboeken)
- Kilmeny Niland (1950–2009), illustrator (van kinderboeken)
- Tineke Nusink (1951), Nederlands beeldhouwer en kunstschilder
- Lidia Postma (1952), schrijfster, tekenares en illustratrice
- Qu Qianmei (1956), schilder
- Else Ringnalda (1958), Nederlands beeldhouwer
- Sonja Roef (1952), Luxemburgs kunstschilder en installatiekunstenaar
- Maria Roosen (1957), beeldhouwer
- Léonie Sazias (1957–2022), Nederlands beeldend kunstenares, tv-presentatrice en politicus
- Maryleen Schiltkamp (1959), Curaçao's-Nederlands kunstschilder en performancekunstenaar
- Cindy Sherman (1954), Amerikaans fotograaf, filmmaker[1]
- Li Shuang (1957), schilder
- Jiang Shuo (1958), beeldhouwer
- Ellen Spijkstra (1957), Nederlands keramist, fotograaf
- Renee Stout (1958), fotograaf, installaties
- Rumiko Takahashi (1957), Japans illustrator, auteur
- Judith Ten Bosch (1957), Nederlands schilder en illustrator
- Désirée Tonnaer (1955), Nederlands beeldhouwer
- Carrie Mae Weems (1953), fotograaf, filmmaker
- Annette Weiwers-Probst (1950), Luxemburgs kunstschilder en graficus
- Sylvia Weve (1954), Nederlands illustrator
- Emmi Whitehorse (1957), schilder
- Francesca Woodman (1958–1981), Amerikaans fotograaf
- Zhang Xin (1953), schilder

## 1960–1969
- Jessica Abel (1969), illustrator, auteur
- Silvia B. (1963), beeldhouwer en installatiekunstenaar
- Erzsébet Baerveldt (1968), beeldhouwer, schilder, videokunstenaar
- Margarete Bagshaw (1964), schilder
- Helena de Boer (1962), beeldend kunstenaar, illustrator en schrijver
- Marie Julia Bollansée (1960), performance, video, sculptuur, foto, installatie
- Petra Boshart (1960), beeldhouwer
- Cecily Brown (1969), schilder
- Cleo Campert (1963), fotograaf
- Carolyn Cole (1961), fotograaf
- Berlinde De Bruyckere (1964), beeldhouwer, installatiekunstenaar
- Babette Degraeve (1965), beeldhouwer
- Iemke van Dijk (1968), videograaf en glazenier
- Karen van Dooren (1965), schilder, tekenaar, taxidermiesculpturen en installaties
- Doris Drescher (1960), tekenaar en videokunstenaar
- Annet van Egmond (1964), beeldhouwer, installatiekunstenaar en ontwerper
- Tracey Emin (1963), performance, installaties, fotograaf, video, textiel
- Anna Fox (1961), fotograaf
- Mieke van Ingen (1962), kunstschilder en graficus
- Claudy Jongstra (1963), textielkunstenaar
- patricia kaersenhout (1966), Surinaams/Nederlands beeldend kunstenaar, installatie-kunstenaar
- Caroline Kortenhorst (1965), beeldhouwer, kunstschilder en tekenaar
- Zoe Leonard (1961), fotograaf, visueel kunstenaar
- Alida Martinez (1964), schilder
- Mariko Mori (1967), performance, installaties)[1]
- Osaira Muyale (1964), beeldend kunstenaar
- Audrey Niffenegger (1963), prentkunstenaar, auteur
- Semna van Ooy (1961), beeldhouwer, tekenaar
- Catherine Opie (1961), fotograaf
- Vanessa Paulina (1969), Arubaans kunstschilder en illustrator
- Monique Rosier (1963), actrice
- Verónica Ruiz de Velasco (1968), schilder
- Lique Schoot (1969), fotograaf, schilder, installaties
- Lorna Simpson (1960), fotograaf
- Elly van Steensel (H.F. van Steensel) (1965), kunstschilder
- Roxanne Swentzell (1962), beeldhouwer
- Tomoko Takahashi (1966), installaties
- Jill Thompson (1966), illustrator, auteur
- Mirjam Veldhuis (1961), beeldhouwer, keramist
- Othilia Verdurmen (1962), beeldhouwer, textielkunstenaar en fotograaf
- Barbara Wagner (1969), kunstschilder
- Kara Walker (1969), collages, schilder, prentkunstenaar, installaties[1]
- Rachel Whiteread (1963), beeldhouwer[1]
- Inge Wolff Schoemaker (1964), kunstschilder
- Melanie Yazzie (1966), beeldhouwer, schilder, prentkunstenaar

## 1970–1979
- Maria Barnas (1973), schrijver, dichter en beeldend kunstenaar
- Madeleine Berkhemer (1973–2019), beeldhouwer en performance-kunstenaar
- Anouk De Clercq (1971), videokunstenaar
- Avantia Damberg (1977), beeldend kunstenaar
- Rachel Dieraert (1974), schilder
- Natalie Djurberg (1978), videokunstenaar, beeldhouwer
- Iris van Dongen (1975), beeldend kunstenaar
- Kati Heck (1979), beeldend kunstenaar, schilder
- Hiromix (1976), fotograaf
- Scarlett Hooft Graafland (1973), fotograaf, textielkunstenaar
- Karin Hoogesteger (1973), beeldend kunstenaar, schilder
- Mary Reid Kelley (1979), videokunstenaar
- Iris Kensmil (1970), Surinaams-Nederlands kunstschilder, tekenaar en installatie-kunstenaar
- Natasja Kensmil (1973), Surinaams-Nederlands kunstschilder
- Roosje Klap (1973), ontwerper, graficus en docent kunst- en design
- Juul Kraijer (1970), tekenaar, fotograaf, kunstschilder
- Marije Langelaar (1978), fotografe, videokunstenaar en dichter
- Catherine Lorent (1977), beeldend kunstenaar
- Awoiska van der Molen, (1972), beeldend kunstenaar, fotograaf
- Nadia Naveau (1975), beeldhouwer
- Marjoke Schulten (1970), etser
- Chiharu Shiota (1972), performance- en installatie-kunstenaar
- Tinkebell (1979), pseudoniem van Katinka Simonse; performance-kunstenaar en activist
- Anneke Wilbrink (1973), kunstschilder
- Suzanne Willems (1975), beeldhouwer
- Cindy Wright (1972), beeldend kunstenaar, schilder
- Ina van Zyl (1971), Zuid-Afrikaans-Nederlands kunstschilder, aquarellist, (strip)tekenaar en illustrator